# Radomír Lapčík
Radomír Lapčík (* 3. července 1969) je český podnikatel, pedagog, zakladatel Moravského Peněžního Ústavu – spořitelního družstva, jenž se po udělení bankovní licence od ČNB (13. 12. 2018) stal k 1. 1. 2019 MPU bankou. Ta byla přejmenována a oficiálně představena 20. února 2019 pod novým názvem Trinity Bank.

## Život
Radomír Lapčík je absolventem obchodního práva na Nottingham Trent University, kde získal titul Master of Laws, předtím vystudoval Vysoké učení technické v Brně. Doktorandské studium pokračoval na Univerzitě Tomáše Bati ve Zlíně.
Radomír Lapčík se vedle podnikání několik let věnoval pedagogické činnosti. Na Univerzitě Tomáše Bati ve Zlíně zavedl předmět finanční matematika a vyučoval i další předměty v oboru financí a bankovnictví. V letech 1996–2001 přednášel finanční matematiku a bankovnictví na Vysoké škole ekonomické v Praze na katedře Bankovnictví a pojišťovnictví. Byl členem Vědecké rady Univerzity Tomáše Bati ve Zlíně a zároveň i členem Vědecké rady Fakulty managementu a ekonomiky na Vysoké škole ekonomické v Praze.
V roce 2008 získal Radomír Lapčík ocenění Podnikatel roku Zlínského kraje.
Je ženatý a má čtyři děti. Sestrou Radomíra Lapčíka je zpěvačka Dasha.

## Podniky

### Moravský Peněžní Ústav / Trinity Bank
Radomír Lapčík začal budovat Moravský Peněžní Ústav – spořitelní družstvo v roce 1996. V letech 1996–2018 vykonával pozici generálního ředitele a předsedy představenstva. Moravský Peněžní Ústav se začátkem roku 2019 transformoval na MPU banku a.s., ta byla k 20. 2. 2019 přejmenována a představena pod novým názvem TRINITY BANK a.s. Radomír Lapčík vykonává funkci předsedy dozorčí rady.

### SAB Finance
V roce 1999 založil Radomír Lapčík společnost Správa Aktiv a Bankovní Poradenství a.s.. Ta v roce 2004 získala devizovou licenci od ČNB. V roce 2011 byla část společnosti transformována na SAB Finance a.s. Dceřinou společností je SAB o.c.p. působící na Slovensku. V roce 2017 expandovala finanční skupina SAB také do Velké Británie a na Maltu.

### SAB o.c.p.
SAB o.c.p je licencovaný obchodník s cennými papíry se sídlem v Bratislavě. Portfolio SAB o.c.p. zahrnuje investiční poradenství, dluhopisy a emise skupinových dluhopisů.

### SAB Corporate Finance
SAB Corporate Finance byla založena v roce 2017 v Londýně se sídlem v The Gherkin na St Mary Axe. Specializuje se na devizové obchody a platební služby ve Velké Británii.

### FCM Bank Ltd.
FCM Bank Ltd. působí na Maltě. Specializuje se především na korporátní financování a devizové obchody, ale i na osobní a korporátní vklady. Malta Financial Services Authority udělila FCM Bank Ltd. bankovní licenci v roce 2010.

### mediaport solutions
Portfolio svých podnikatelských aktivit rozšířil Radomír Lapčík v roce 2009 také o vývoj informačních systémů pro finanční sektor založením společnosti mediaport solutions s.r.o.

## Nadační fond CREDO
Radomír Lapčík je zakladatelem nadačního fondu CREDO CZ, který se zaměřuje na podporu rodin s postiženými dětmi a podporu rodiny a manželství. V roce 2024 nadační fond organizoval několik akcí, na kterých vystupující popisovali svou "přeměnu" od homosexuality.